# Тобіаш Арент
Тобіаш Арент (пол. Tobiasz Arent; 10 червня 1646, Решель — 8 квітня 1724, Вільно) — церковний діяч Речі Посполитої, богослов, священик-єзуїт, педагог, провінціал Литовської провінції єзуїтів (1701—1704), ректор Віленської єзуїтської академії і університету в 1705—1710, 1716—1720 і 1721—1724 роках.

## Життєпис
Народився 10 червня 1646 року в Решлю. 14 травня 1662 року вступив до Товариства Ісуса у Вільно. Висвячений на священика у Вільнюсі у 1673 році.
Працював місіонарем у Кеніґсберґу (1674—1675), професором філософії в Полоцьку (1678—1681), позитивного богослов'я і полеміки в Браунсбергу, префектом шкіл у Варшаві (1682—1683), професором схоластичного богослов'я і полеміки в Браунсбергу (1684—1685). Виконував обов'язки настоятеля в Кеніґсберґу (1688—1690 і 1694—1696) і ректора колегії у Браунсбергу (1690—1693) і Варшаві (1697—1701). У 1701—1704 роках був провінціалом Литовської провінції єзуїтів. У 1705—1710 роках — ректор Віленської академії і університету Товариства Ісуса, 1710—1713 — реґент Папської семінарії і префект шкіл в Браунсбергу, 1713—1716 — керівник дому професів у Вільно. У 1716—1720 і 1721—1724 роках знову виконував обов'язки ректора Віленської академії і університету.
Як місіонер у Кеніґсберґу навернув на католицтво багато протестантів. Оголосив друком книгу «Studium polemicum…» (Вільно 1716), у якій описав методи ведення полеміки, поєднуючи глибоке знання зі щирою пошаною до іновірців. Як литовський провінціал, дбав також про піднесення рівня Унійної Церкви і плекав ідею запровадження візантійського обряду в єзуїтському ордені. Опрацював практичний підручник з педагогіки «Praxis de natura, motivis et mediis magisterii grammatices» (відомий за виданням 1744 року у Вільно). Був одним із найдіяльніших єзуїтів на переломі XVII i XVIII століть.
Помер у Вільні 8 квітня 1724 року.